# Фікрет Муалла
Фікрет Муалла Сайги (тур. Fikret Muallâ Saygı; 1903, Кадикей, Стамбул, Туреччина — 20 липня 1967, Реянн, Франція) — авангардний художник XX століття турецького походження. У його роботах відображається вплив експресіонізму і фовізму з фокусуванням на паризьке вуличне життя.

## Рання біографія
Фікрет Муалла народився в стамбульському районі Кадикей, але жив у Парижі протягом довгого часу, починаючи з 1939 року, працюючи художником.
Фікрет Муалла дуже любив свою матір. Ці відносини відігравали важливу роль у його подальшому житті. У віці 12 років він покалічив свою праву ногу, коли перестарався, граючи у футбол і наслідуючи свого дядька Хікмета Топузеру, футболіста «Фенербахче». Незабаром після того, як його мати померла під час епідемії грипу. Його батько одружився з дуже молодою жінкою, але Фікрет не прийняв мачуху.

## Життя в Європі
Після закінчення школи батько відправив його до Цюриха (Швейцарія), щоб вивчати інженерну справу. Фікрет Муалла незабаром покинув Швейцарію і оселився в Берліні (Німеччина). Нещасний випадок у дитинстві, залишив Муаллу з поганим фізичним станом, сприяв нестійкості його особистості та психічним розладам в його дорослому житті. Він кілька разів лежав у лікарні, лікуючись від алкогольної залежності і крайньої параної. У 1928 році він був госпіталізований в Берліні через марення. Потім він вирушив до Парижа, столиці мистецтва і центру необмеженої свободи для нього. Однак, Муалла був змушений повернутися додому, оскільки не отримував більше грошей від батька.

## Повернення в Туреччину
У Стамбулі Муалла був визнаний психічно здоровим після триденного перебування в психіатричній лікарні Бакиркей. Фікрет Муалла влаштувався на роботу вчителем малювання в середній школі в Айвалику. Однак, він кинув цю посаду і переїхав до стамбульського району Бейоглу. Деякий час він пробував свої сили в літературі і малюванні. Він подружився з сопрано Семіхою Берксой, письменником Назимом Хікметом і художником Абідіном Діно. Його перша виставка відбулася в 1934 році, на якій були представлені малюнки, акварелі та проєкти дизайну, але не отримала належної уваги. В 1936 році він був госпіталізований вдруге за рік. Після виписки Муалла вирішив покинути Туреччину, бо відчував себе на батьківщині незрозумілим. Перш ніж поїхати в 1939 році до Парижу, він написав близько 30 картин маслом для турецького павільйону на Всесвітній виставці в Нью-Йорку на прохання свого близького друга Абідіна Діно.

## Життя і робота у Франції
Його життя в Парижі супроводжувалося алкогольною залежністю, божевіллям і когнітивним дисонансом. Він закохався в турецьку художницю Хале Асаф, але та не відповіла йому взаємністю. Муалла знову був поміщений до лікарні на два місяці, але за цей час жодного разу не припинив малювати. Французька модель Діна Верні врятувала його від депортації.
У 1954 році Фікрет Муалла відкрив свою першу виставку в Парижі. Він подружився з багатьма відомими художниками, включаючи Пабло Пікассо. Пізніше він продав світлину з автографом Пікассо за одну пляшку вина. Після своєї другої виставки він знову був госпіталізований.
Муалла був відомий як п'яниця і божевільний, але став шанованим як художник. Під свою опіку його взяла колекціонер мадам Англе, що дозволило Муалле заробляти на життя, малюючи і продаючи свої роботи. Але в 1962 році злощасний художник був паралізований. Він переїхав до Реянну, село на південно-сході Франції, чперез цирозу. З травня 1967 року він був поміщений до клініки через загострення нервового розладу.
Вранці 20 липня 1967 року Фікрет Муалла був знайдений мертвим у своєму ліжку. Згідно із заповітом, його останки були доставлені до Туреччини і були поховані на кладовищі Караджаахмет у Стамбулі.
Фікрет Муалла вважається одним з найяскравіших представників турецького мистецтва XX століття, поряд з Абідіном Діно.